# Sarah Connor (Terminator)
Sarah Jeanette Connor is een personage uit de Terminator-franchise. Ze werd vertolkt door Linda Hamilton in de eerste twee films, en door Lena Headey in televisieserie. Ook werd ze vertolkt door Emilia Clarke in de vijfde film van de franchise.

## Biografie

### The Terminator
In The Terminator is Sarah Connor een jonge serveerster in een restaurant in Los Angeles. Ze wordt opgejaagd door een Terminator uit de toekomst omdat haar nog ongeboren zoon, John Connor, in de toekomst een cruciale rol zal spelen in de strijd van de mensheid tegen een corrupt computernetwerk genaamd Skynet, dat de Terminators produceert. Ze wordt gered door een soldaat uit de toekomst genaamd Kyle Reese. Hij vertelt haar wat er gaande is, en dat John hem naar het verleden heeft gestuurd om Sarah te beschermen.
Terwijl Sarah en Reese op de vlucht zijn, wordt Sarah verliefd op Reese. Zo gebeurt het dat Reese zonder dat hij het zelf weet John verwekt. Reese sneuvelt uiteindelijk door de Terminator, maar Sarah, die door Reese een sterke en gedreven vechter wordt, vernietigt de Terminator met een hydraulische pers. Vervolgens neemt ze Reese’s advies ter harte om John op te leiden tot een sterke leider.

### Terminator 2: Judgment Day
In Terminator 2: Judgment Day, die zich ongeveer elf jaar later afspeelt, zit Sarah in een psychiatrische inrichting. Ze is daar opgenomen omdat niemand haar verhalen over de soldaat uit de toekomst en de ondergang van de mensheid geloofde. Haar zoon John is inmiddels geboren, maar zit in een pleeggezin. In deze film is Sarah veranderd van een verlegen jonge vrouw in een gespierde en vrij gewelddadige krijger. Ze heeft in de afgelopen elf jaar een semicrimineel leven geleid tussen verschillende outlaws en survivalexperts.
Uiteindelijk wordt Sarah bevrijd uit de inrichting door haar zoon John en een andere T-800 Terminator, die terug in de tijd is gestuurd om hen beide te beschermen tegen een T-1000 Terminator.
Sarah kan niet overweg met de T-800 daar hij van hetzelfde model is als die haar 11 jaar geleden probeerde te vermoorden. In de hele film blijft ze vijandig tegenover hem. Uiteindelijk besluit Sarah samen met John en de T-800 om Skynet’s komst te verhinderen door alle prototypes ervan te vernietigen. Ze confronteert Miles Dyson, de onderzoeker die werkt aan de ontwikkeling van Skynet, en vermoordt hem bijna.
Aan het eind van de film, wanneer de T-800 zichzelf vernietigt om de laatste sporen van Skynet uit te wissen, accepteert Sarah hem eindelijk.

### Terminator 3: Rise of the Machines
In Terminator 3: Rise of the Machines is Sarah Connor overleden aan de gevolgen van terminale leukemie in 1997. Ze wordt daarom niet gezien, maar enkel genoemd. In haar testament liet ze vastleggen dat een kist vol wapens moest worden begraven in haar “graf” zodat John deze kon gebruiken in de toekomst. Dit omdat ze nooit geloofde dat Skynet echt verslagen was.

### Terminator: The Sarah Connor Chronicles
In de televisieserie Terminator: The Sarah Connor Chronicles wordt een alternatieve tijdlijn getoond van hoe het Sarah na de gebeurtenissen uit Terminator 2: Judgment Day vergaat. Sarah is in deze serie voortdurend op de vlucht daar ze beschuldigd wordt van de moord op Miles Dyson. Ze is verloofd met een man genaamd Charley Dixon. Wanneer er plotseling toch weer Terminators opduiken, moeten Sarah en John vluchten. Ook ditmaal krijgen de twee hulp van een door het verzet gestuurde Terminator genaamd Cameron Phillips. Zij neemt John en Sarah mee naar het jaar 2007. Dit om er zeker van te zijn dat Sarah na 2005, het jaar waarin ze aan kanker zou sterven, nog steeds aanwezig zou zijn om John te helpen.
Sarah heeft in de serie een groot wantrouwen tegenover Cameron, en zij tegenover haar. De drie moeten opnieuw proberen Skynet’s creatie te stoppen.
In de aflevering "The Demon Hand" blijkt dat Sarah toen ze in de inrichting zat, haar ouderlijke rechten over John op had gegeven.

## Geboorte en dood
Over Sarah’s leeftijd bestaan veel tegenstrijdigheden.
Volgens het script van The Terminator (1984) was Sarah 19 jaar oud ten tijde van die film. Deze film speelde zich af in mei 1984, waardoor haar geboortedatum ergens rond mei 1964 moet liggen. In Terminator 2 is Sarah volgens haar rapport in de kliniek 29 jaar oud. In Terminator 3 staat op haar grafsteen echter 1959–1997. Dit zou betekenen dat ze 24 of 25 was ten tijde van de eerste film. In de pilotaflevering van The Sarah Connor Chronicles is ze 33 in het jaar 1999, waardoor ze 17 of 18 zou zijn geweest ten tijde van Terminator.